# Tenskwatawa

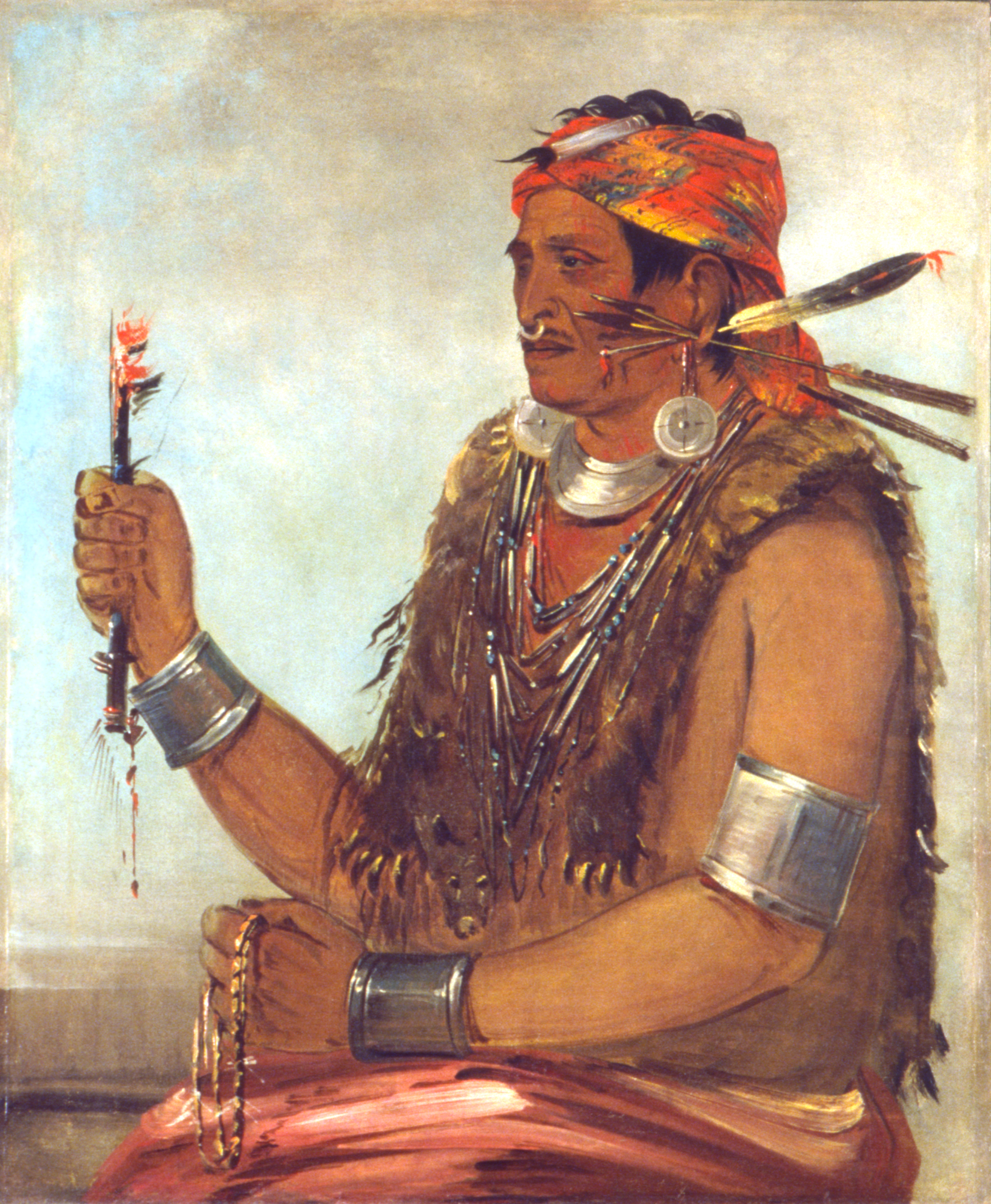
Tenskwatawa, portret George'a Catlina (1830)

Tenskwatawa (w innych źródłach – Tenkswatawa bądź Elskwatawa) zwany Prorokiem (1775–1834) – prorok i przywódca religijny z plemienia Szaunisów (Szawanezów), brat wodza Tecumseha. Jego imię znaczyło "Otwarte Drzwi". Jego wizje przyczyniły się do zespolenia konfederacji plemion indiańskich, które pod wodzą jego brata walczyły ze Stanami Zjednoczonymi
Po porażce w bitwie pod Tippecanoe, gdzie dowodził w miejsce nieobecnego Tecumseha został pozbawiony pozycji i wpływów. Pozostał jednak w gronie wodzów indiańskiej konfederacji aż do śmierci Tecumseha w bitwie pod Thames. Bezskutecznie zabiegał o odzyskanie wpływów, ostatecznie wrócił do Stanów Zjednoczonych w 1825 r., aby w następnym roku założyć wioskę w miejscu obecnego Kansas City, gdzie zmarł w dziesięć lat później.

## W kulturze
W serii książek Longina Jana Okonia o Tecumsehu i jego fikcyjnym polskim towarzyszu - Ryszardzie Kosie, postać Tenskwatawy (według autora, był bratem bliźniakiem Tecumseha) przedstawiona jest w zdecydowanie negatywnym świetle - najpierw wykorzystuje sztuczki "magiczne" do zbudowania swojej pozycji, potem ujawnia się jego alkoholizm, który ostatecznie stał się przyczyną klęski pod Tippecanoe - gdzie Prorok najpierw zezwolił wojownikom na spożycie alkoholu, przez co wielu było niezdolnych do walki, a następnie zachęcał ich do beznadziejnego ataku na Amerykanów - choć większość wodzów wolała wycofać się przez bagna, aby ocalić jak najwięcej Indian. W książce Tecumseh sam zabija brata za nieudolność, którą określa jako zdradę.